# Ashrafpur Kichhauchha
Ashrafpur Kichhauchha é uma vila e uma nagar panchayat no distrito de Ambedaker Nagar, no estado indiano de Uttar Pradesh.

## Demografia
Segundo o censo de 2001, Ashrafpur Kichhauchha tinha uma população de 13,420 habitantes. Os indivíduos do sexo masculino constituem 51% da população e os do sexo feminino 49%. Ashrafpur Kichhauchha tem uma taxa de literacia de 46%, inferior à média nacional de 59.5%; com 61% para o sexo masculino e 39% para o sexo feminino. 21% da população está abaixo dos 6 anos de idade.